# Oreste Ruggiero
Oreste Ruggiero (Napoli, 20 marzo 1950) è un architetto, artista e scrittore italiano.
Egli ritiene che l'architettura sia strettamente connessa alle altre arti e che debba essere considerata essa stessa un'arte. Secondo Ruggiero, l'architetto deve andare oltre la tecnica e interpretare i cambiamenti e le necessità umane.

Tra i suoi maestri, Ruggiero cita Giovanni Michelucci, che nel 1984 gli fornì l'introduzione al saggio "Architettura la scomparsa di un'arte". Ha collaborato anche con Bruno Zevi, partecipando al Congresso internazionale di Modena "Paesaggistica e linguaggio grado zero dell'architettura" nel 1997. La ricerca di Ruggiero si concentra sull'architettura come espressione del sentimento e della cultura del luogo, utilizzando forme ispirate alla natura e al mito.

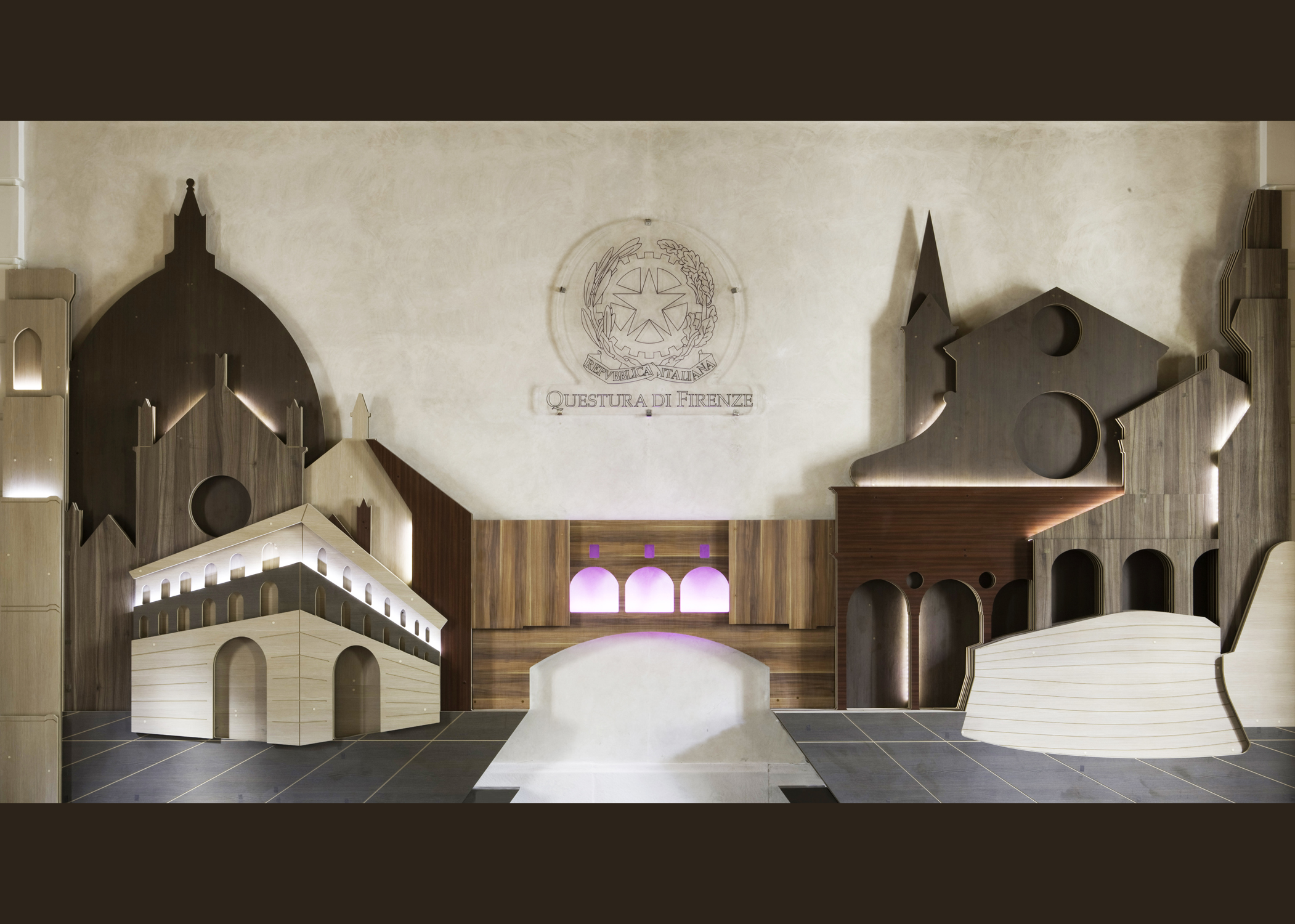
Firenze 'Skyline' - Questura di Firenze

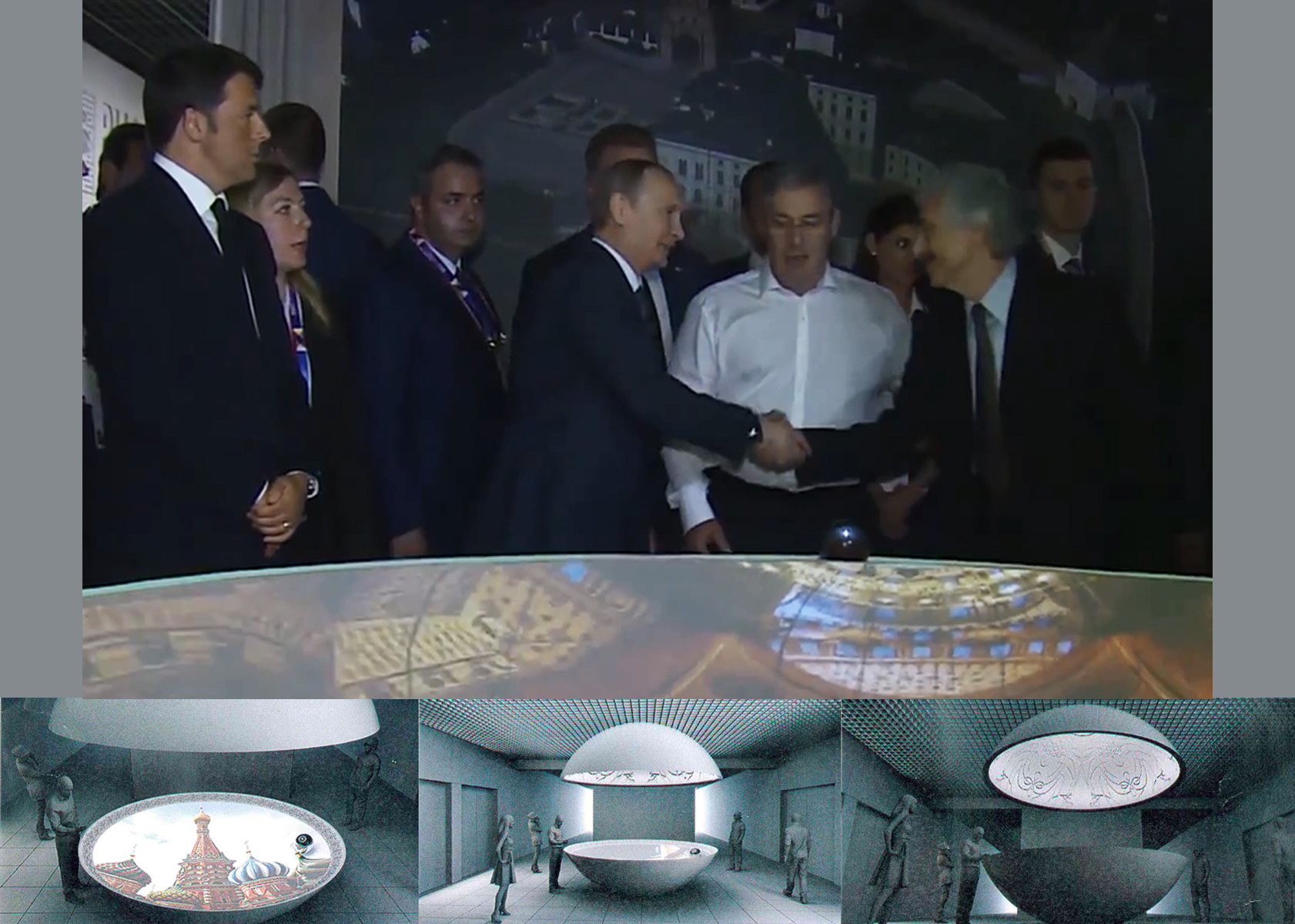
Expo 2015 Milano - Padiglione della Russia

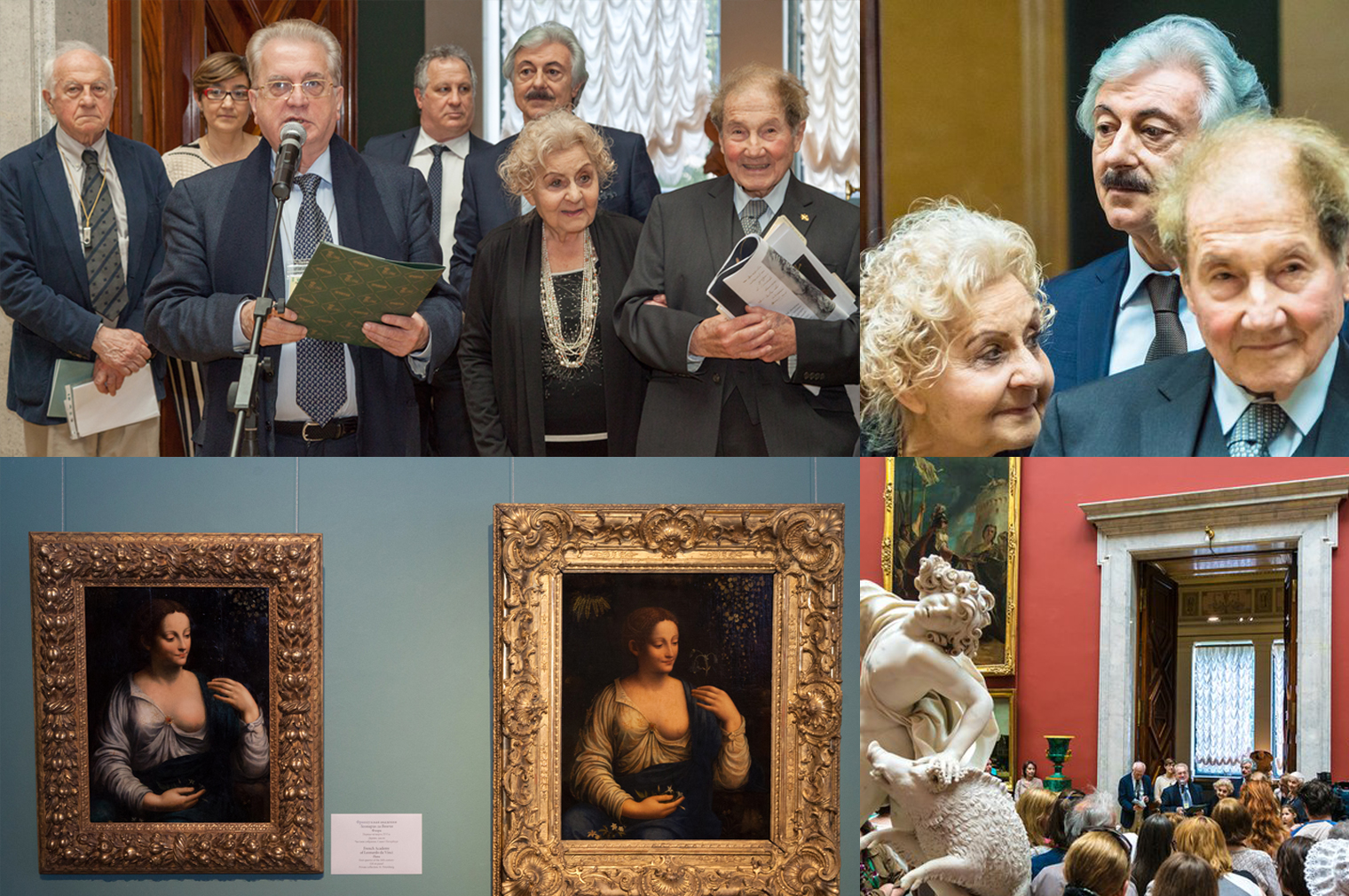
'Two Floras' presso il Museo Hermitage di San Pietroburgo con Carlo Pedretti e Michail Borisovič Piotrovskij

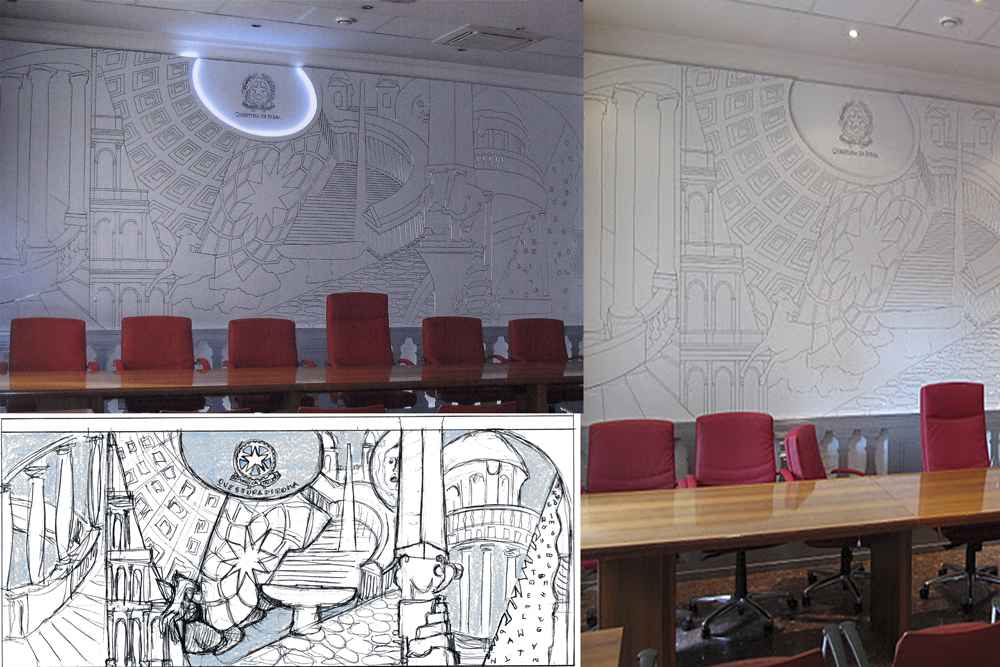
Opera 'Roma Skyline' presso la sede della Questura di Roma

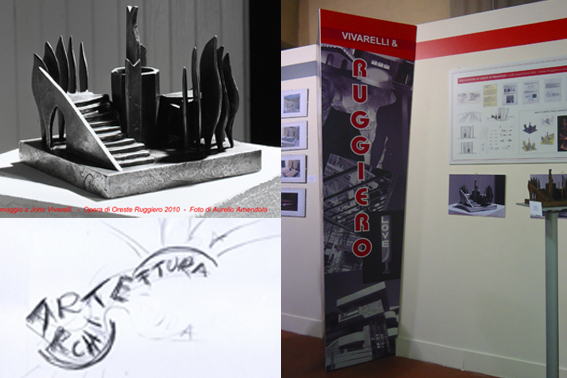
Jorio Vivarelli e gli Architetti del Novecento

## Biografia

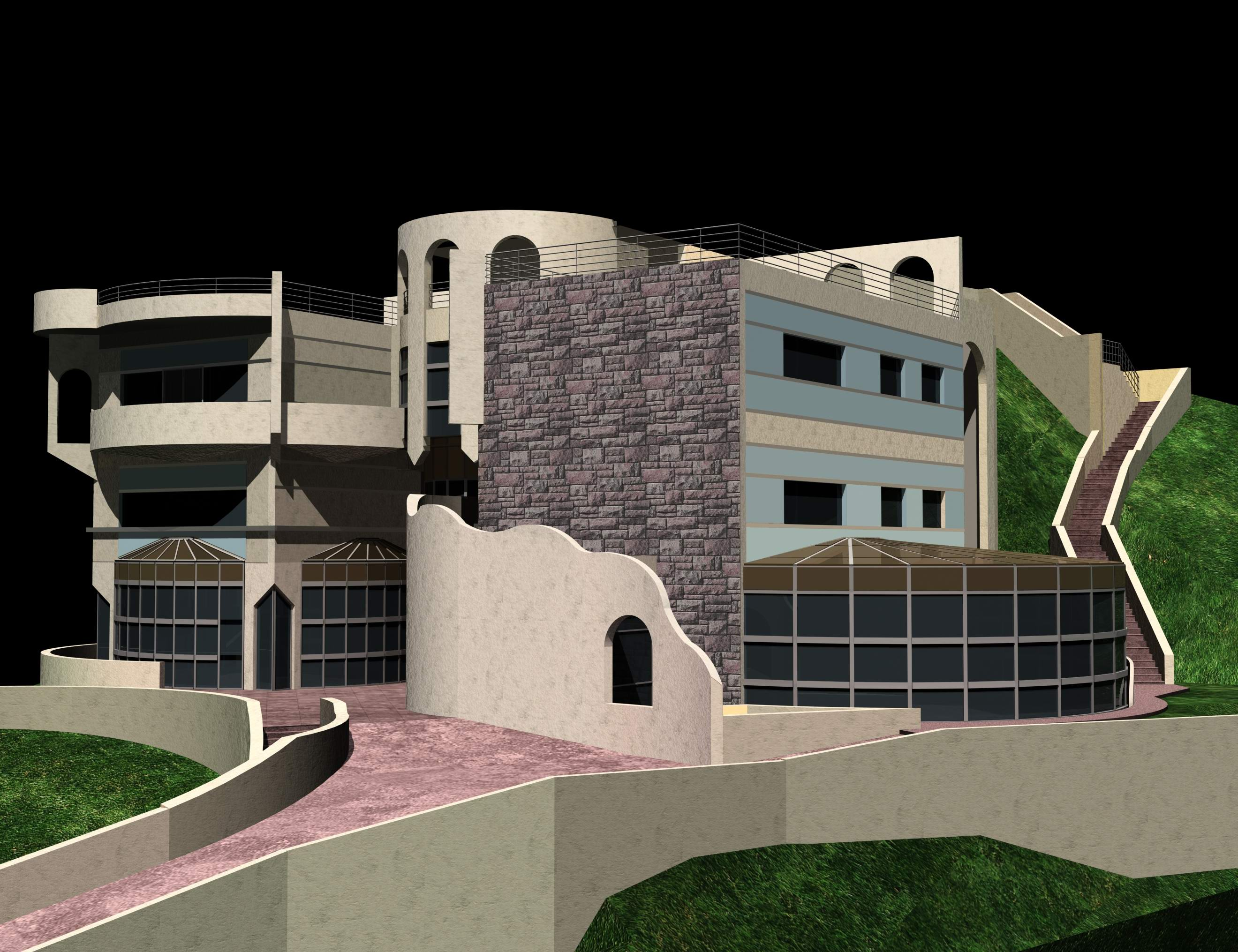
Centro Culturale, ambasciata Libica a Roma

Oreste Ruggiero (Napoli, 20 marzo 1950) è un architetto, artista e scrittore italiano. Si è laureato nel 1974 alla Facoltà di architettura di Firenze sotto la guida di Pierluigi Spadolini. Nel 1984 ha pubblicato il saggio "Architettura la scomparsa di un'arte", con un'introduzione di Giovanni Michelucci. Nel 1997 ha collaborato con Bruno Zevi per il congresso internazionale di Modena sul rilancio dell'architettura organica ed espressionista dopo il Post Modern Architettura postmoderna.

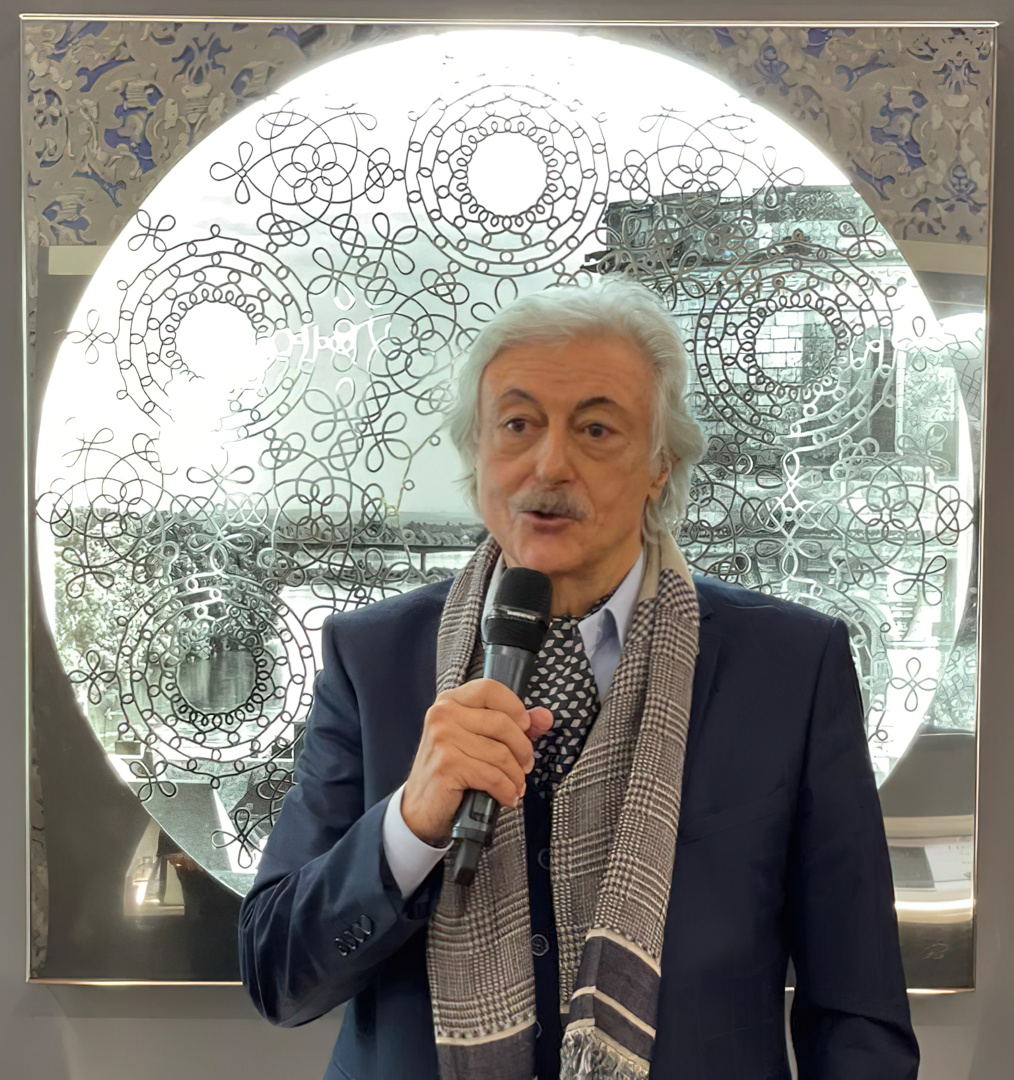
Ruggiero intervistato dalla TV romena Trinitast TV nel 2023

È stato docente presso la Facoltà di Architettura di Firenze nel Master Valorizzazione e gestione in rete dei beni culturali e ambientali.
Tra i suoi lavori di architettura e urbanistica si includono:
- Il Piano di assetto artistico, urbanistico e architettonico del Settore 3 di Bucarest e del Complesso urbanistico-termale della città di Montecatini, vincitore di un bando internazionale.
- L'intervento artistico e architettonico del piano in uso al Capo della Polizia di Stato, nel Palazzo del Viminale a Roma, in collaborazione con Mario Ceroli.
- Il progetto dell'assetto artistico architettonico del Centro culturale di Doha, in Qatar.
- Il Centro culturale dell'Ambasciata di Libia a Roma.
- L'allestimento della mostra di Iorio Vivarelli in Palazzo Vecchio a Firenze.

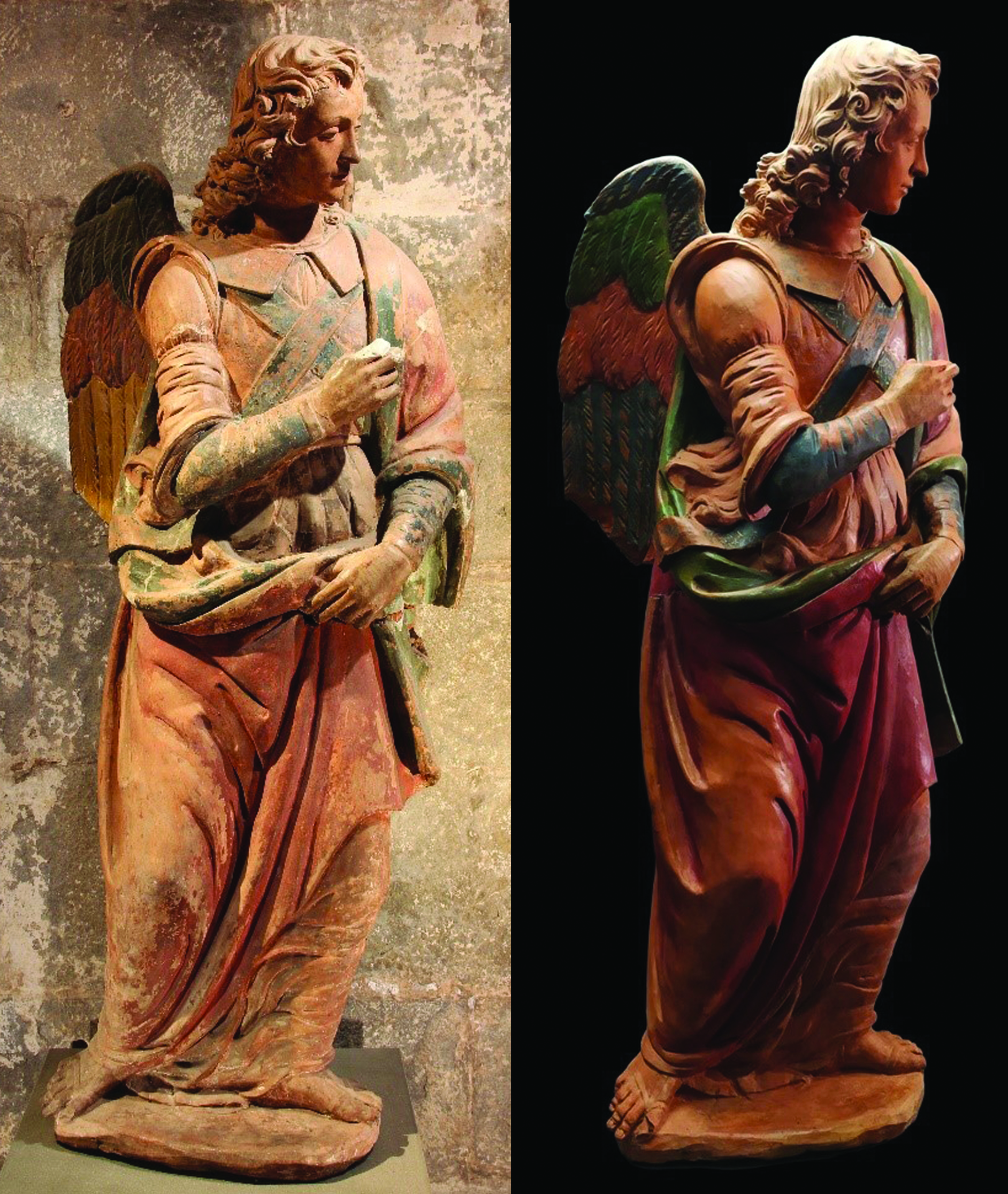
La scultura dell'Angelo Annunciante, attribuita a Leonardo da Vinci, prima e dopo il restauro.

Nel campo dell'arte, Ruggiero ha fatto parte del gruppo MIRABILI e ha realizzato diverse opere, tra cui "Skyline Firenze" e "Roma Skyline" per le questure di Firenze e Roma, rispettivamente. Ha curato la sistemazione del portico del palazzo mediceo della Prefettura di Pisa, dove ha installato l'opera "Pisa Skyline". Nel 2015 ha progettato l'opera "Il nucleo della Terra" per il padiglione della Russia all'Expo di Milano. Nel 2017 è stato insignito del titolo di Commendatore della Repubblica per meriti letterari e artistici.

## Architettura

### Selezione di opere realizzate

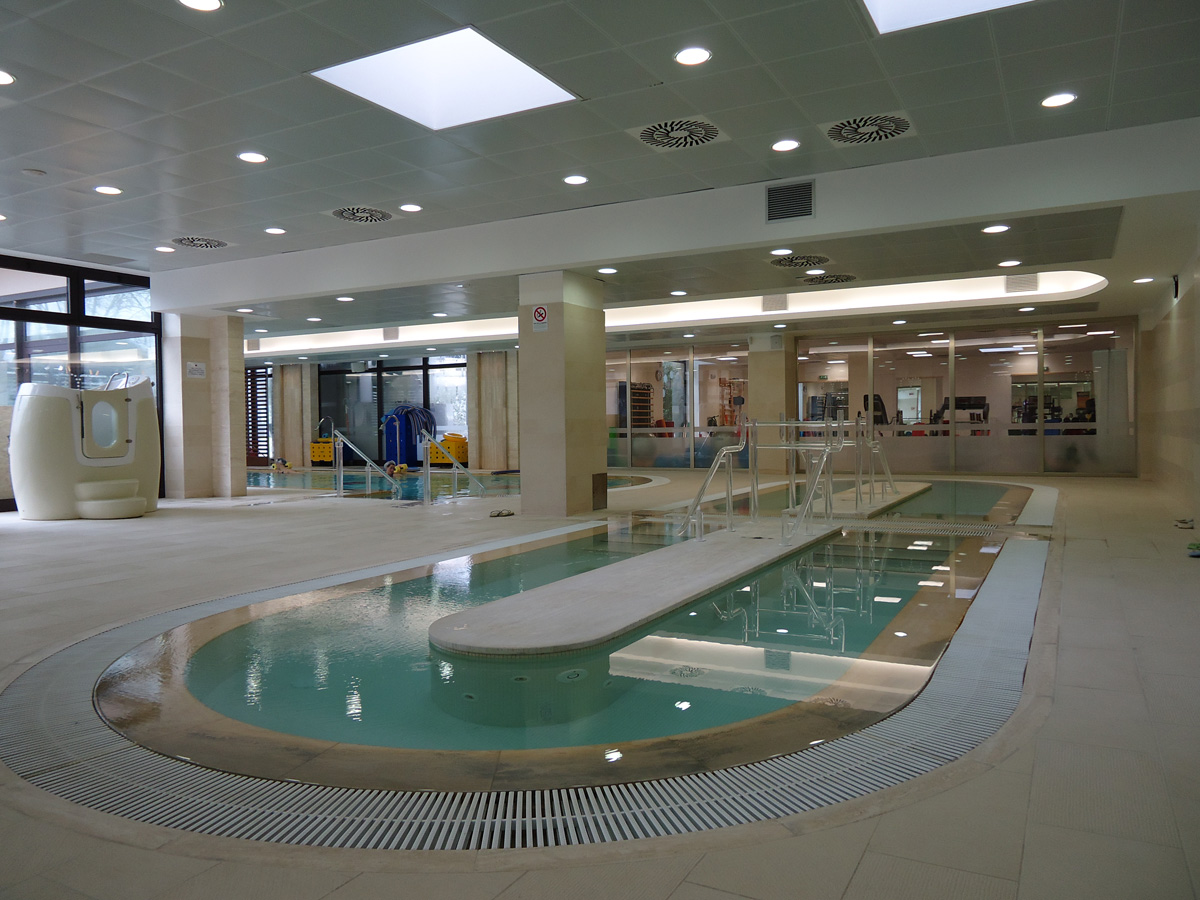
Piscina dello stabilimento Terme Redi di Montecatini Terme

- 2003: Ristrutturazione ed ampliamento stabilimento termale TERME REDI (Montecatini Terme)
- 2004: Ristrutturazione del piano secondo della sede direzionale della Polizia di Stato, palazzo del Viminale (Roma)
- 2005: Restyling delle facciate dell'anfiteatro di Doha (Doha, Qatar)
- 2006: Centro culturale dell'Ambasciata di Libia (Roma), Concorso per il monumento ai caduti di Naissirya con Jorio Vivarelli (Roma)
- 2007: Sistemazione della sala convegni e sala operativa della Questura di Firenze
- 2009: Allestimento-progetto della mostra di Jorio Vivarelli a Palazzo Vecchio (Firenze)
- 2015: Opera Il nucleo della Terra, progettata per il Padiglione russo ad Expo 2015, Milano 2015
- 2018: Progetto Centro Espositivo leonardiano a Vinci
- 2019: Coordinamento progetto restauro della scultura dell'Angelo, attribuita a Leonardo da Vinci e custodita all'interno della Pieve di San Gennaro (Lucca).
- 2020: Progetto di sopraelevazione Grand Hotel Vittoria (Montecatini Terme)
- 2022: Chiesa ortodossa romena di Montecatini Terme
- 2023: Ristrutturazione interni Palazzo Vecchietti (Firenze)

### Opere in corso di realizzazione

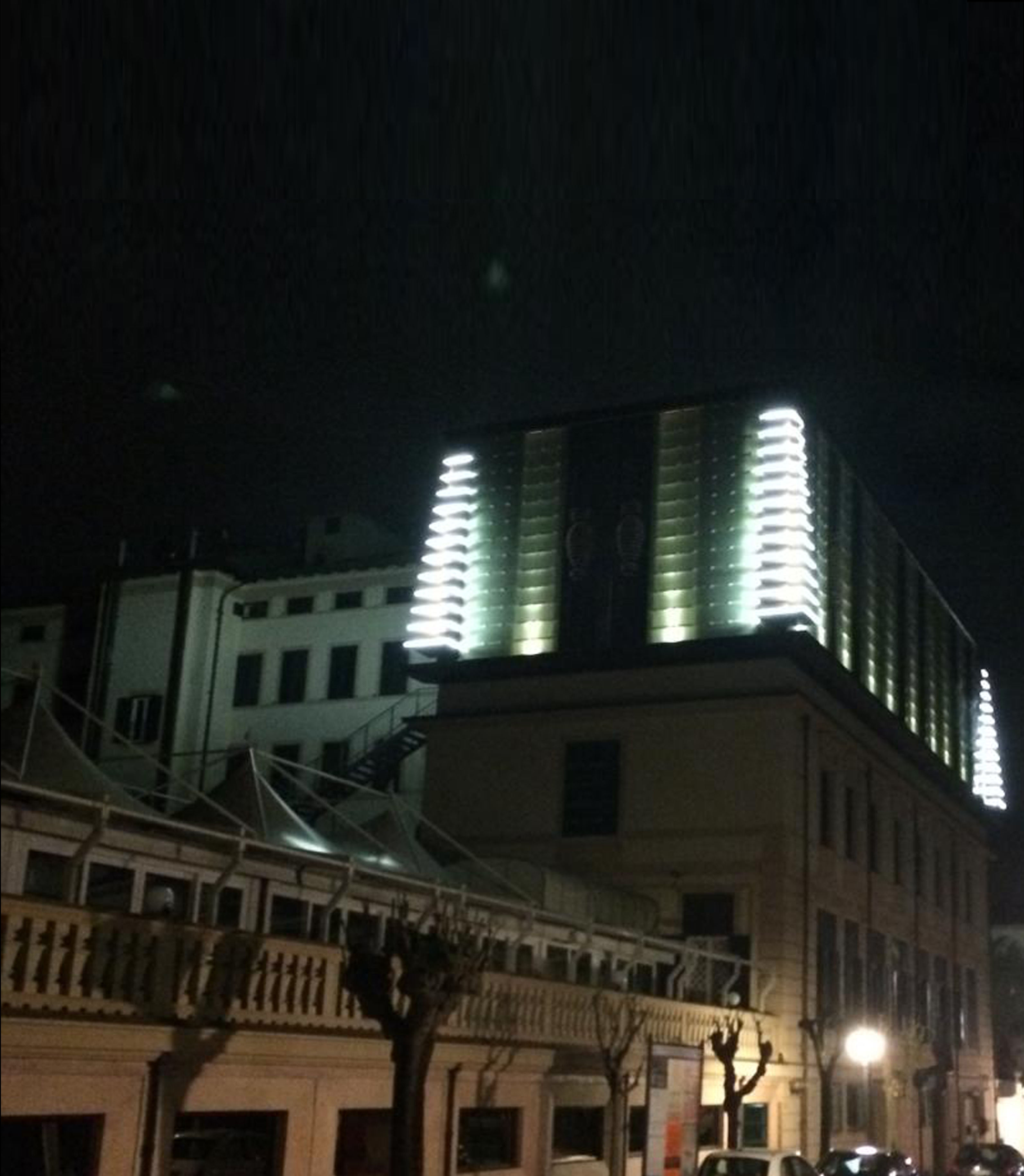
Vista dell'ampliamento del Grand Hotel Vittoria a Montecatini Terme

- 2024: Ristrutturazione ex Cinema Adriano (Montecatini Terme)

### Attività didattica
- Facoltà di Architettura, Master in Valorizzazione e gestione in rete dei beni ambientali e culturali  anno 2004 - 2011

## Arte

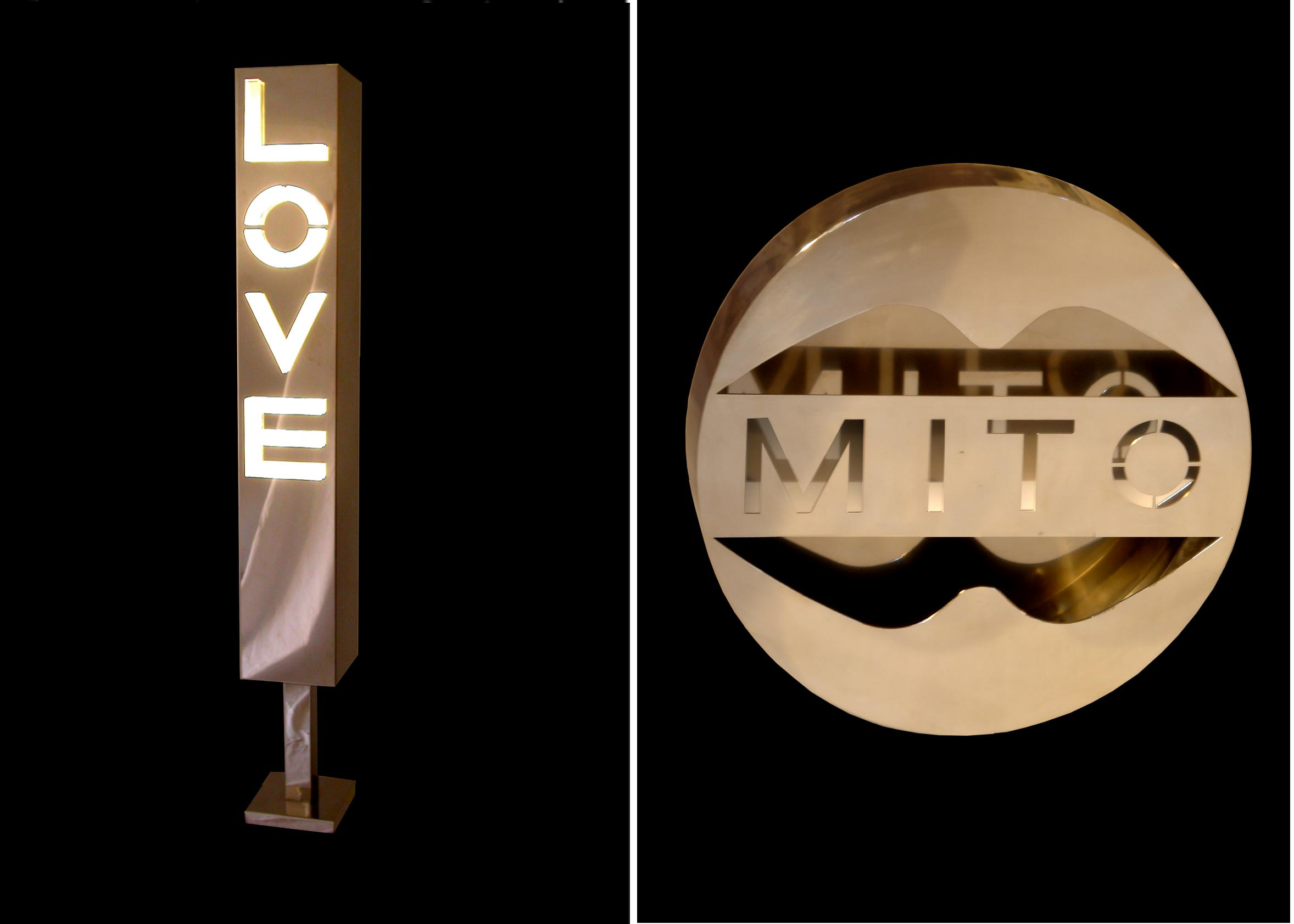
Totem “love” e “Mito"

### Opere principali

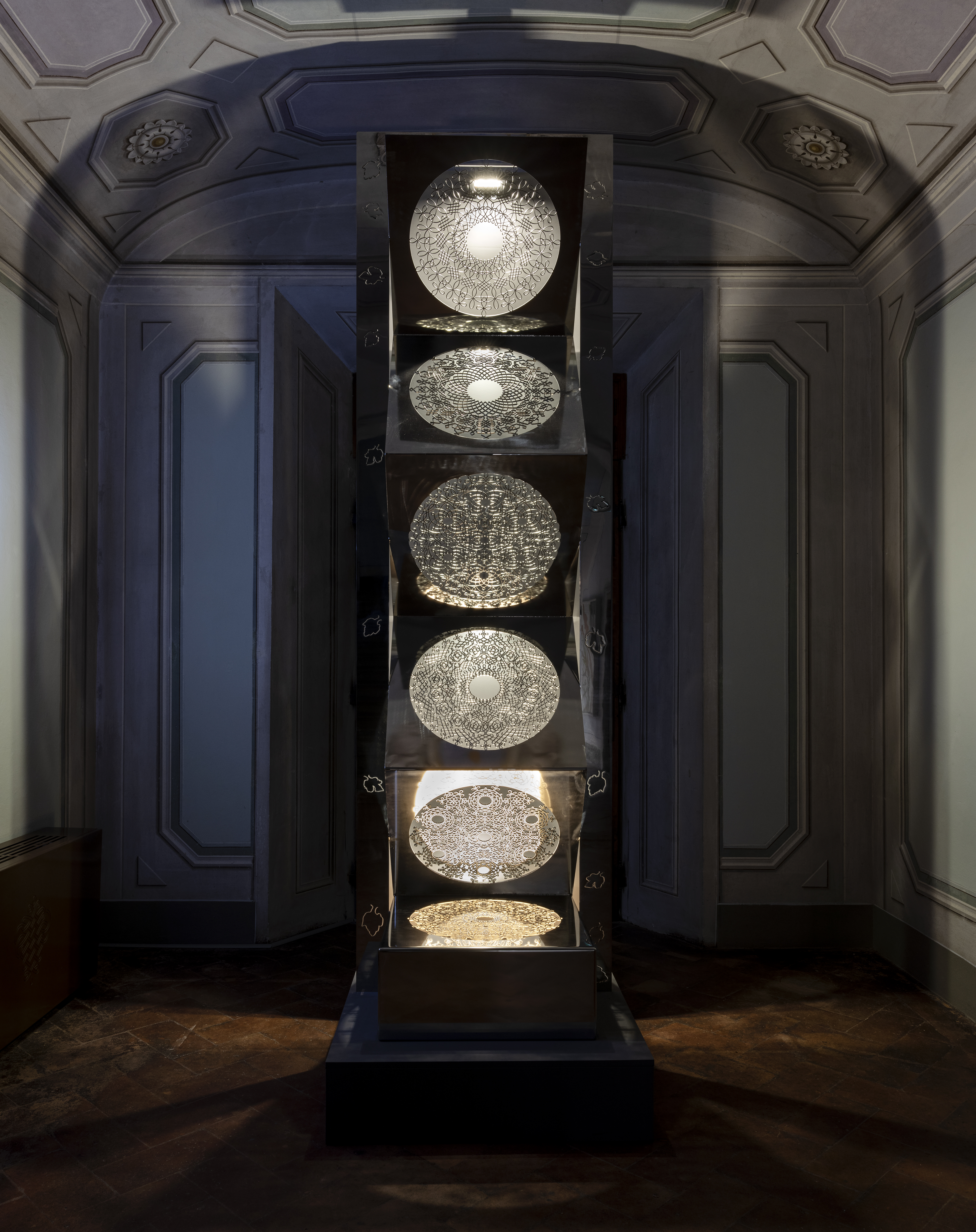
Opera Totem & Nodi, fotografata da Aurelio Amendola

- Concorso per Monumento ai caduti di Naissirya  con Jorio Vivarelli, Roma 2006.
- Totem LOVE, scene del film Questa notte è ancora nostra , Cinecittà-Roma, 2007
- Omaggio a Iorio Vivarelli, bronzo 2010

- Opere Skyline realizzate per i palazzi della Questura di Firenze, Roma Milano e della Prefettura di Pisa .
- Novella AriannaOpera Totem & Nodi, fotografata da Aurelio Amendola

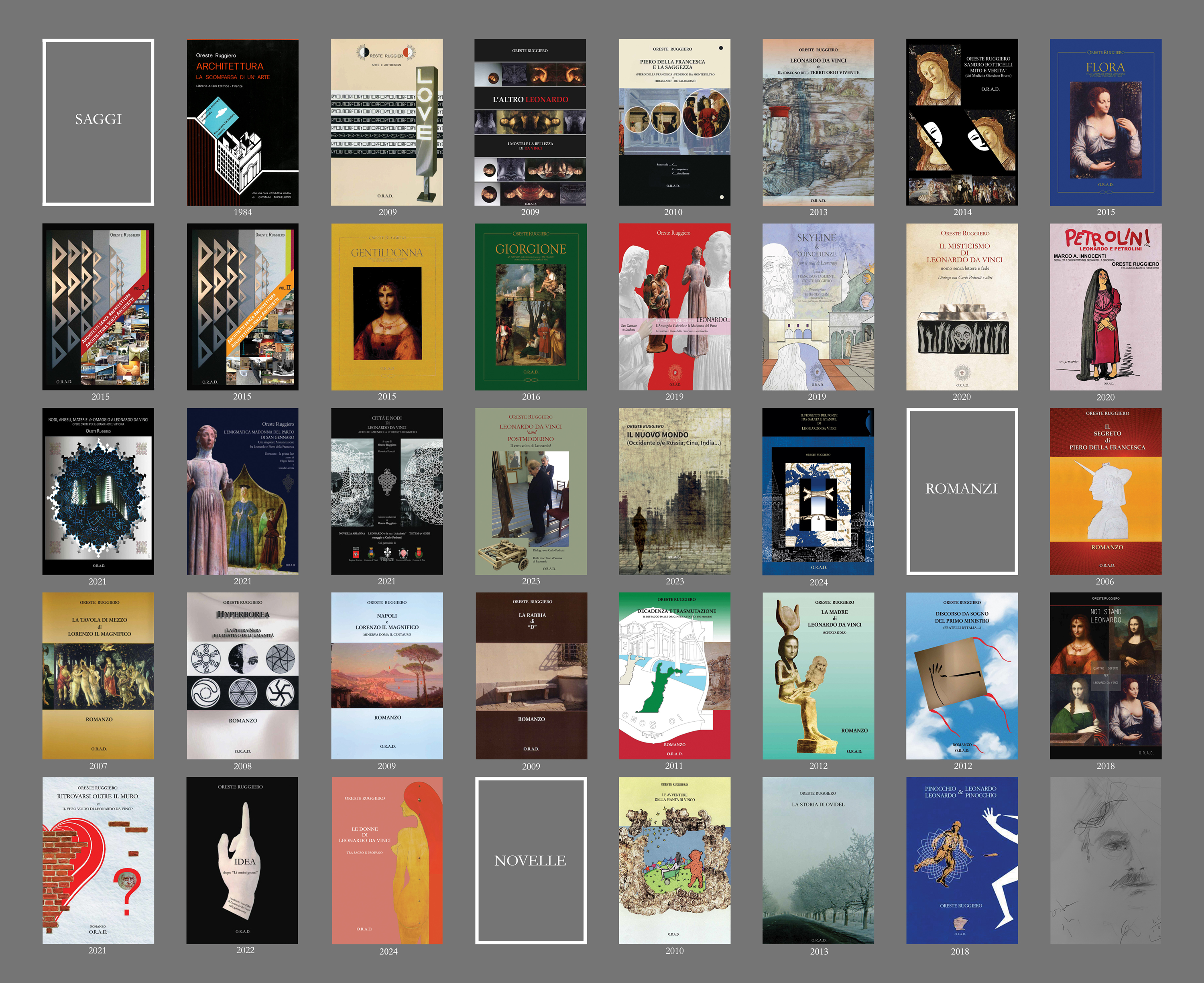
Le copertine delle pubblicazioni

## Pubblicazioni
Oreste Ruggiero comunica attraverso le sue opere scultoree e architettoniche, così come con la scrittura. I suoi libri si concentrano principalmente sull'arte rinascimentale e sui contesti storici ad essa associati. Questi testi sono anche la base per romanzi che, pur con elementi di congettura, si basano su eventi storici reali. Ruggiero ha anche progettato la grafica e i disegni delle copertine dei suoi libri.

### Letteratura
- Il Segreto di Piero della Francesca, 2006
- La Tavola di Mezzo, 2007
- Hyperborea, 2008
- Napoli e Lorenzo Il Magnifico, 2009
- La Rabbia di D., 2009
- La Pianta di Vinco, 2010
- Decadenza e Trasmutazione, 2011
- La madre di Leonardo da Vinci (schiava e dea), 2012
- La Storia di Ovidel, 2013
- Noi siamo Leonardo?, 2018
- Pinocchio e Leonardo, 2018
- Ritrovarsi oltre il Muro, 2021
- IDEA "dopo gli omini grossi", 2022
- Le Donne di Leonardo da Vinci, 2024

### Saggistica
- Oreste Ruggiero Arte & Artdesign, 2009
- L'altro Leonardo, i mostri e la bellezza di Leonardo da Vinci, 2009
- Piero della Francesca e la saggezza, 2010
- Leonardo da Vinci e il Disegno del Territorio Vivente, 2013
- Sandro Botticelli Mito e Verità, 2014
- Flora, 2015
- Architetti senza Architettura I e II, 2015
- Gentildonna, 2015
- Giorgione, 2016
- Se fosse un Indice che è Leonardo..., 2019
- Skyline & Coincidenze, 2019
- Leonardo e Petrolini, 2020
- Nodi & Materie - Opere d'Arte all'Hotel Vittoria, 2021
- Una singolare Annunciazione - La Madonna del Parto, 2021
- Città & Nodi con Aurelio Amendola, 2021
- Leonardo da Vinci 'omo' Postmoderno, 2023
- Il Progetto del Ponte fra Galata e Istanbul di Leonardo, 2024

## Onorificenze
Commendatore Ordine al merito della Repubblica italiana
«Su proposta della Presidenza del Consiglio dei Ministri»
- 10 Ottobre 2016

## Presentazioni - Riconoscimenti
- Il segreto di Piero della Francesca, biblioteca degli Uffizi, 2007
- Lorenzo il Magnifico romanzo – Premio letterario, città di Pisa, Le Muse 2008
- La Tavola di Mezzo di Lorenzo Il Magnifico, I.I.C. Madrid, 2008
- Le avventure della Pianta di Vinco - Comune di Pistoia, 2011
- Istituto di Cultura Italiana di Vienna, Leonardo e il Territorio.

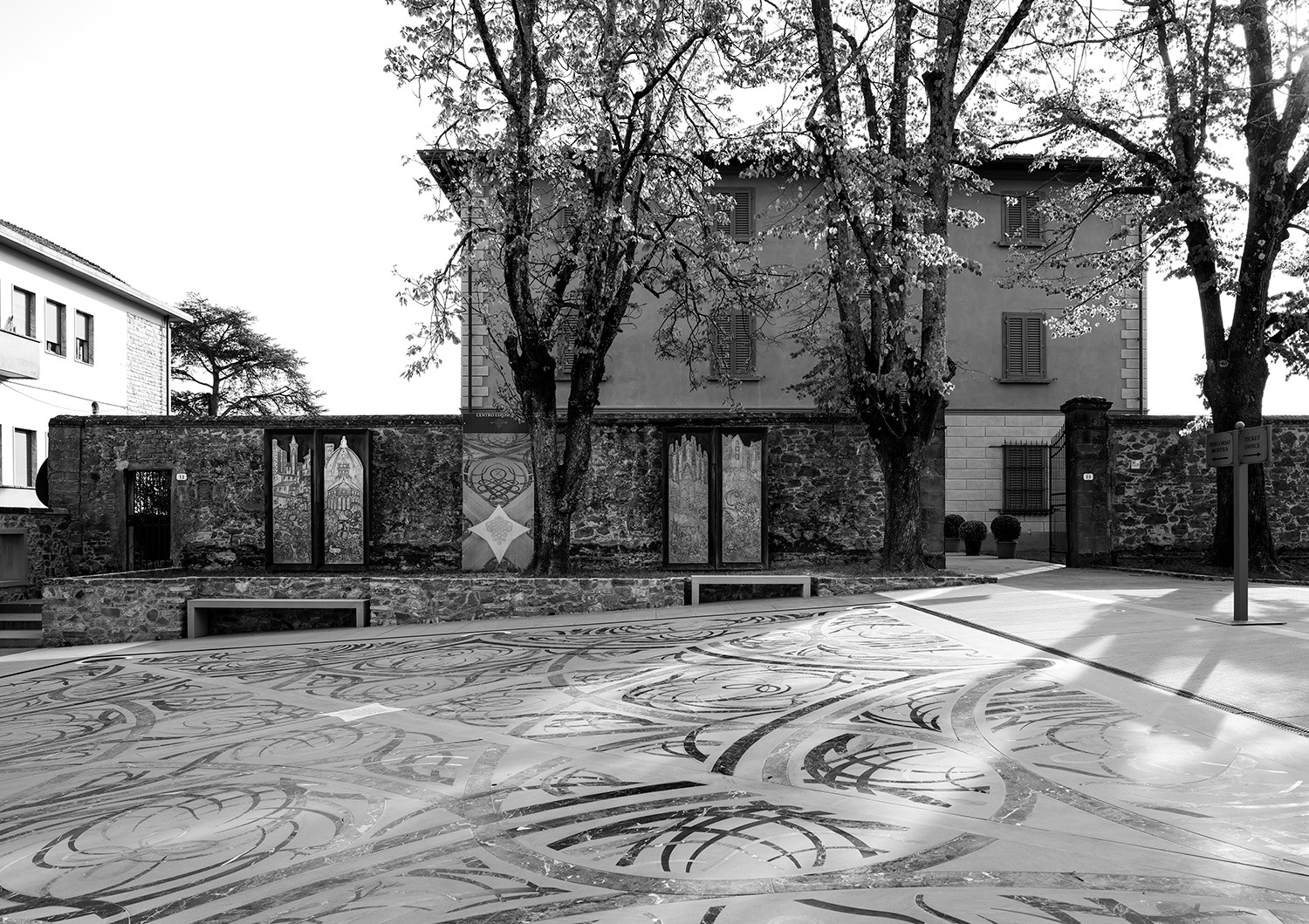
La piazza del Centro espositivo leonardiano a Vinci, fotografata da Aurelio Amendola.

## Bibliografia

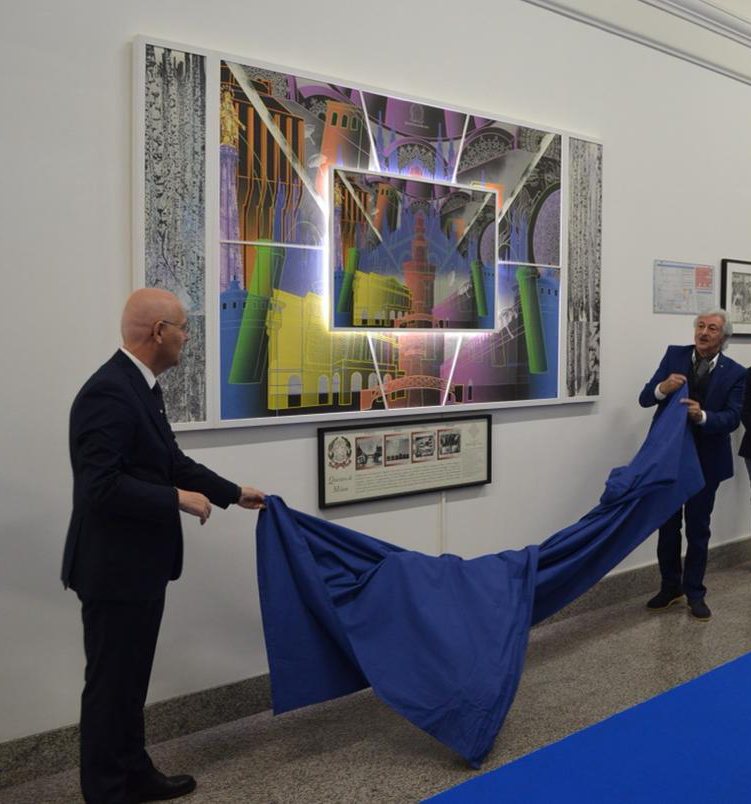
Opera Milano Skyline

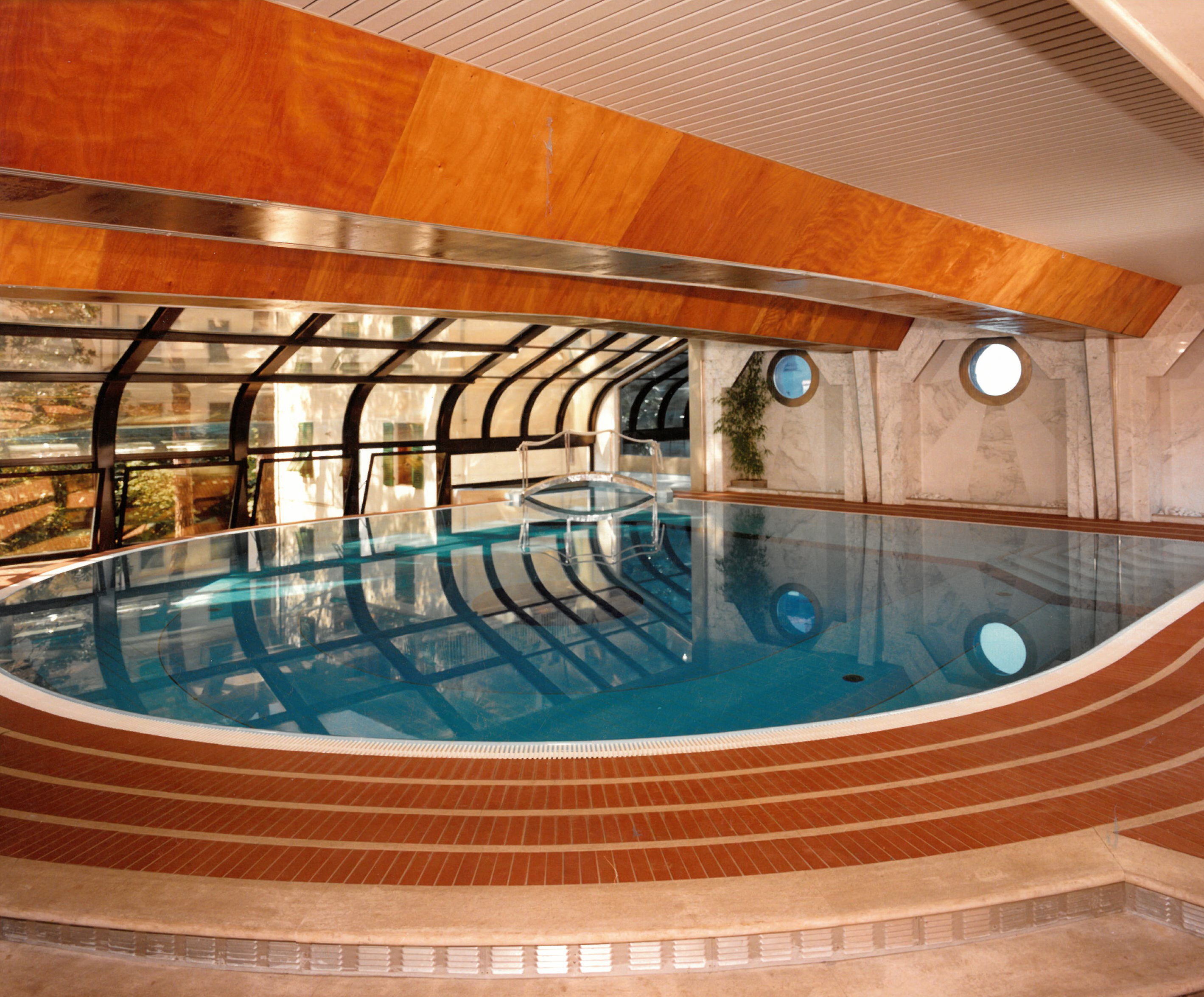
Piscina a Montecatini Terme